# 1972 na ciência

## Eventos
- 7 de dezembro - lançada a Apollo 17, última nave a levar homens à Lua.
- Os paleontólogos norte-americanos Niles Eldredge e Stephen Jay Gould criaram a teoria evolutiva denominada Equilíbrio pontuado[1].
- É fundado o Observatório Abrahão de Moraes no município de Valinhos (São Paulo, Brasil).

## Nascimentos
| Data           | Nome              | Profissão | Nacionalidade  | Observações | Ref |
| -------------- | ----------------- | --------- | -------------- | ----------- | --- |
| 19 de junho    | Milton L. Humason | astrónomo | Estados Unidos |             |     |
| 16 de novembro | Immanuel Bloch    | físico    | Alemanha       |             |     |
| ??             | Nima Arkani-Hamed | físico    | Estados Unidos |             |     |

## Mortes
| Data            | Nome                          | Profissão                       | Nacionalidade  | Observações                  | Ref   |
| --------------- | ----------------------------- | ------------------------------- | -------------- | ---------------------------- | ----- |
| 3 de janeiro    | Władysław Ślebodziński        | matemático                      | Polónia        | n. 1884                      |       |
| 27 de janeiro   | Richard Courant               | matemático                      | Alemanha       | n. 1888                      |       |
| 20 de fevereiro | Maria Goeppert-Mayer          | física                          | Alemanha       | n. 1906 Nobel da Física 1963 | [ 2 ] |
| 25 de fevereiro | Hugo Steinhaus                | matemático                      | Polónia        | n. 1887                      |       |
| 12 de março     | Louis Mordell                 | matemático                      | Reino Unido    | n. 1888                      |       |
| 25 de maio      | José Sebastião e Silva        | matemático                      | Portugal       | n. 1914                      |       |
| 6 de junho      | Abraham Adrian Albert         | matemático                      | Estados Unidos | n. 1905                      |       |
| 12 de junho     | Ludwig von Bertalanffy        | biólogo                         | Áustria        | n. 1901                      |       |
| 5 de setembro   | Tadeusz Ważewski              | matemático                      | Polónia        | n. 1896                      |       |
| 27 de setembro  | Shiyali Ramamrita Ranganathan | bibliotecário e matemático      | Índia          | n. 1892                      |       |
| 15 de novembro  | William Ross Ashby            | neurologista                    | Reino Unido    | n. 1903                      |       |
| ??              | Leo George Hertlein           | paleontólogo e um malacologista | Estados Unidos | n. 1898                      |       |

## Prémios

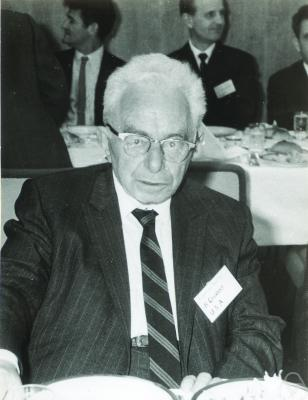
Richard Courant
(1888 - 1972)

### Medalha Bruce
- Iosif S. Shklovskii[3]

### Medalha Copley
- Nevill Mott[4]

### Medalha Davy
- Arthur John Birch[5]

### Medalha Hughes
- Brian David Josephson[6]

### Medalha Oersted
- Richard Feynman[7]

### Medalha Real
- Física nuclear - Wilfrid Bennett Lewis[8]
- Biologia - Francis Crick[8]
- Química - Derek Barton[8]

### Medalha Rumford
- Basil John Mason[9]

### Prémio Nobel
- Física - John Bardeen[2], Leon Neil Cooper[2], John Robert Schrieffer[2]
- Química - Christian B. Anfinsen[10], Stanford Moore[10] e William H. Stein[10]
- Fisiologia ou Medicina - Gerald M. Edelman[11], Rodney R. Porter[11]
- Economia - John R. Hicks[12] e Kenneth J. Arrow[12]